# براكريتي

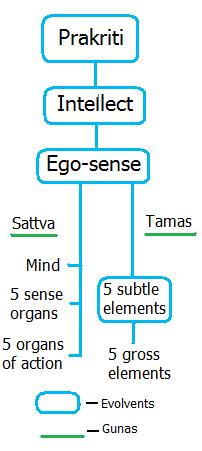

براكريتي (Prakṛti، باللغة السنسكريتية प्रकृति) في الهندوسية كلمة تعني الطبيعة، وهي حسب ذلك المعتقد المكان الأساسي الذي يوجد فيه الكون وفيه تنتظم أموره وتعمل، وهو حسب البهاغافاد غيتا القوة المحركة الأساسية. تحمل البراكريتي معنى المادة، وهي المكوّن الأساسي في الكون، وهي موجودة في كافة أنشطة الخلق.
حسب سامخيا والبهاغافاد غيتا فإن البراكريتي أو الطبيعة تتألف من ثلاث غونات (Guṇa خصائص، نمط تشغيل) وهي ساتفا (sattva الخلق) وراجاس (rajas الحفظ) وتاماس (tamas التدمير).

## اقرأ أيضاً
- سامخيا
- بوروشا